# Vehme
 (août 2025).

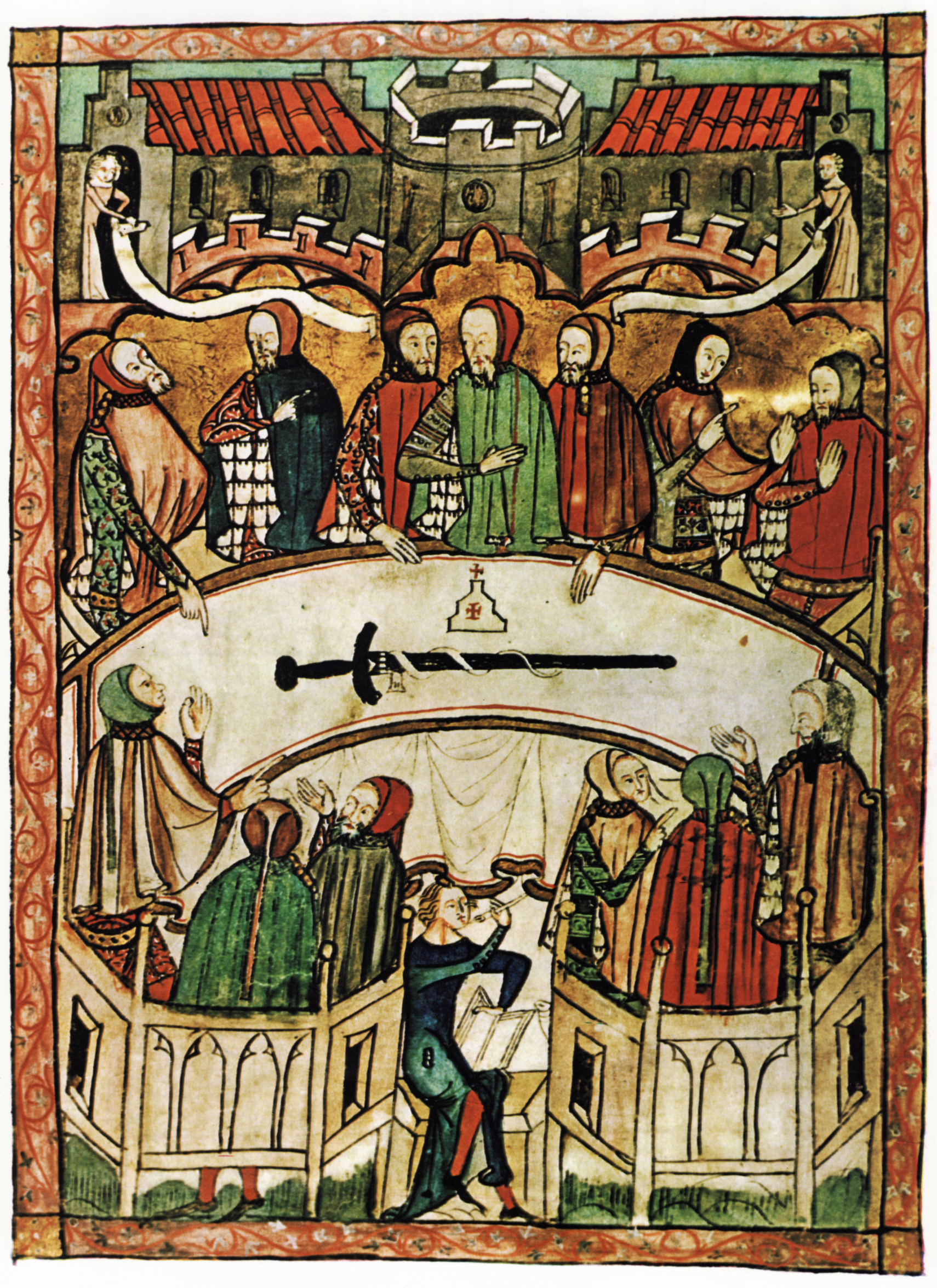
Une séance de déliberation de Sainte-Vehme sur une miniature du Herforder Rechtsbuch, vers 1375.

Le terme de vehme vient du bas allemand médieval et correspond à la fois à la notion de corporation et de punition. De facto, il désigne au Moyen Âge à la fois la juridiction professionnelle d'appel des sentences pénales seigneuriales (les juridictions de Fehm ou Fehmgerichte) et les sentences prononcées par ces dernières. Seuls les hommes libres en relevaient. Le principe corroborant parfaitement la notion chrétienne de la Justice, ces juridictions furent conservées et adaptées, C'est ainsi que la Sainte-Vehme vit le jour au XIIIe siècle en Westphalie et resta active jusqu'au début du XIXe siècle. 
Charles IV eut recours à l'aide de la Sainte-Vehme pour assurer la paix. Wenceslas introduisit la Sainte-Vehme, en 1382, le droit d'appel dans tout l'Empire.
Le pic d'activité de ces cours se situe aux XIVe et XVe siècles, une activité moindre étant attestée pour les XIIIe et XVIe siècles, et des preuves éparses établissant leur existence continue aux XVIIe et XVIIIe siècles. Elles ont finalement été supprimées par ordre de Jérôme Bonaparte, roi de Westphalie, en 1811.
Cependant, sous la République de Weimar (1918-1933), le terme fut détourné par l'extrême droite et utilisé pour désigner des meurtres perpétrés contre des femmes pour des raisons politiques sous le terme de Fememord — bien loin du sens initial de la Vehme médiévale.

## Histoire

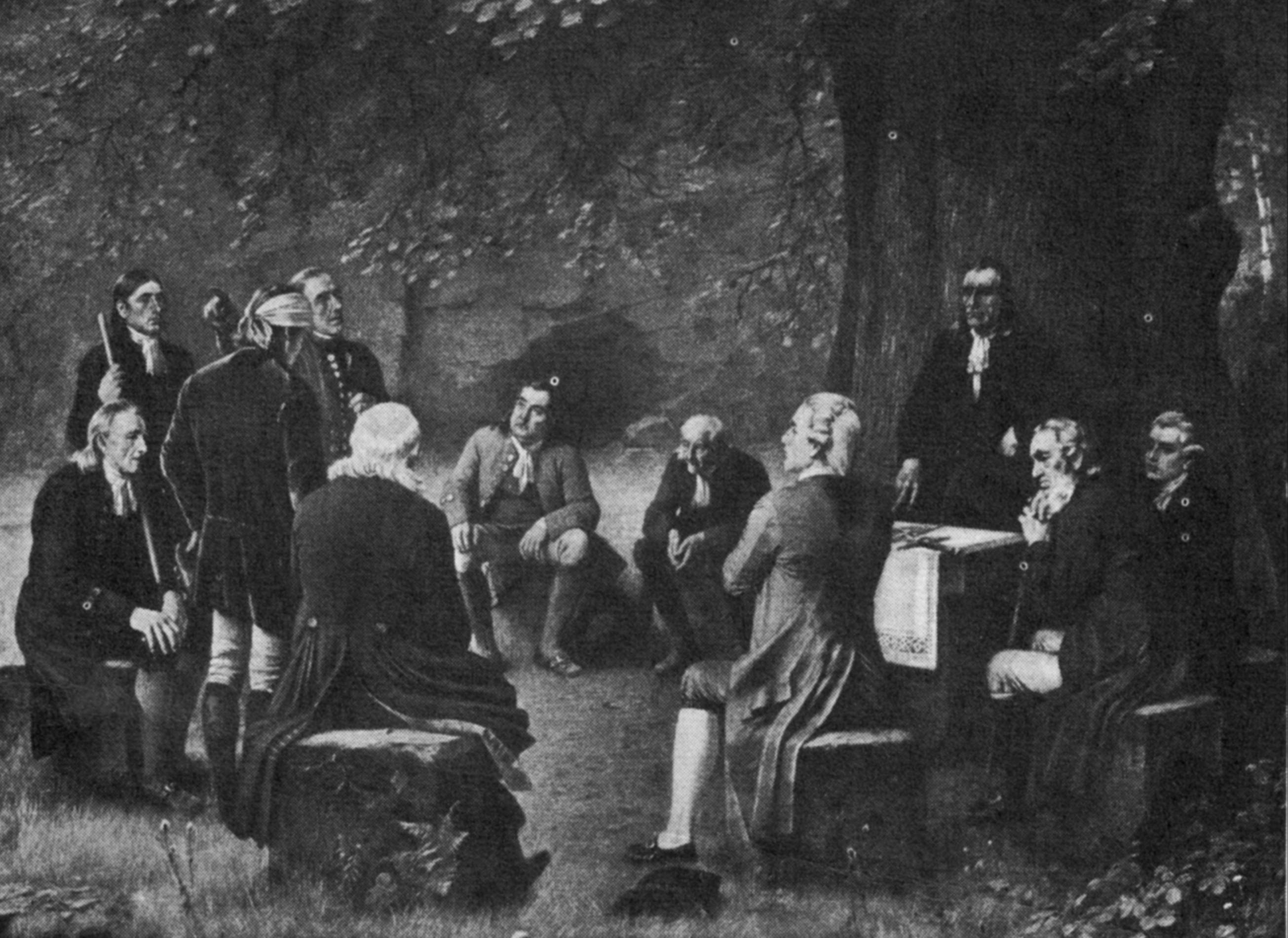
Le Tribunal de la Sainte-Vehme, par Friedrich Hiddemann, vers 1880.

La citation à comparaître, illustration d'un livre pour enfants, 1922.

Le terme Fehmgerichte vient d'un mot bas-allemand signifiant « châtiment ». Le mathématicien Leibniz a trouvé au mot Vehme (Fehm en allemand), une origine latine : fama, c’est-à-dire « loi fondée sur l’opinion commune ».

### Origine
L'apparition de la Sainte-Vehme coïncide avec les troubles qui suivent la mort du roi Conrad IV de Hohenstaufen en 1254 : la vacance de la monarchie centrale, la lutte entre les maisons de Habsbourg et de Luxembourg, le pillage des domaines de la couronne et la division du clergé permettent aux seigneuries locales et aux villes d'acquérir une autonomie politique, conduisant à l'explosion politique de l'Empire allemand. L'objectif de la Sainte-Vehme est de contrebalancer l'éparpillement politique par une unité juridictionnelle. Son succès est également dû aux difficultés des roturiers à obtenir justice autrement.

### Fonctionnement
Une vehme rend justice de manière ferme et expéditive, les condamnés étant généralement pendus. Elle est composée d'échevins, aussi dits francs-juges ou Freyschöffe, tenus au secret quant aux statuts, fonctionnement et délibérations du tribunal. Chaque séance est présidée par un franc-comte, ou Freygraf. La vehme se réunit souvent en secret, d'où sa réputation de tribunal secret. 
En principe, selon l'énumération des peines prévues par les statuts, la vehme est réputée compétente pour juger de nombreuses matières criminelles : les atteintes au christianisme (paganisme, sorcellerie, hérésies, dégradations d'églises, de cimetières, etc.), les vols, les viols, les bagarres, l'adultère, l'homicide, , etc.. Toutefois, dans la réalité, la très grande majorité des procès jugés par vehme concernent des problèmes économiques
L'accusé est cité à comparaître au moyen d'un parchemin cloué à sa porte. La Vehme ne prononce que deux sentences : soit l'acquittement, soit la condamnation à mort, exécutoire dans les plus brefs délais.
Le siège central se trouve à Dortmund, mais de nombreux tribunaux locaux apparaissent en Allemagne.
Les vehmes étaient censées être sous le contrôle direct de l'empereur du Saint-Empire romain germanique, mais étaient en fait grandement autonomes, même si le pouvoir de nommer les Freigrafen revenait effectivement au pouvoir impérial. La Westfalie était ainsi le seul endroit de l'empire où les seigneurs locaux n'avaient pas le contrôle sur le pouvoir de juridiction.

### Déclin et dissolution

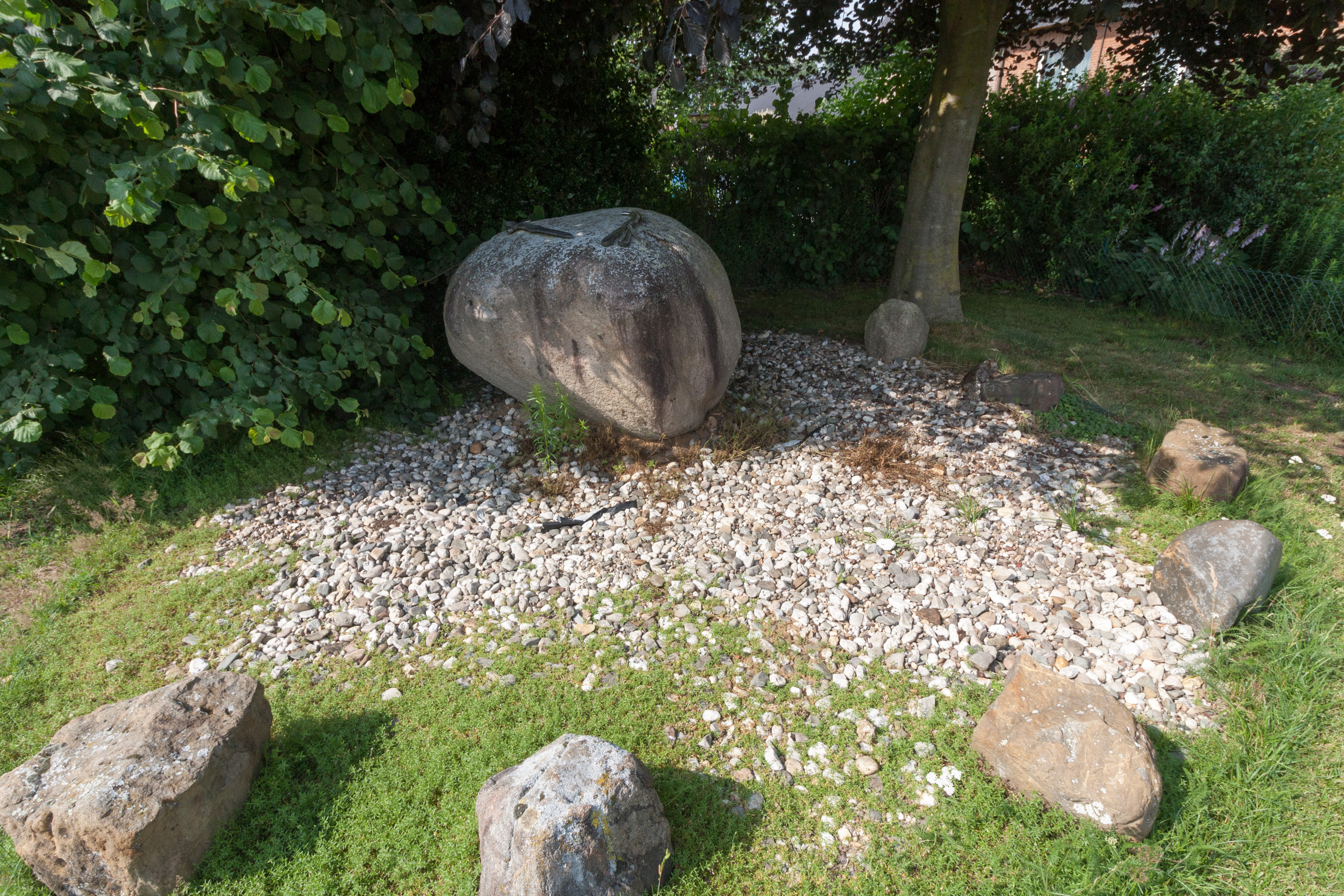
Vestiges de la Sainte-Vehme à Dorsten.

Avec l'affermissement du pouvoir sous les règnes de Maximilien Ier et de Charles Quint et la restauration de l'autorité de la justice impériale, la pratique de la vehme décline. Provisoirement restaurée pendant la guerre de Trente Ans (1618–1648), elle disparaît totalement à la fin du XVIIIe siècle, tout en continuant cependant à exercer une fascination macabre sur les mentalités allemandes du XIXe siècle.
Le fait qu'une organisation de ce type ait donné lieu à des abus intolérables, tels que la corruption, était en soi inévitable ; dès le milieu du XVe siècle, des protestations ont été soulevées contre les inimitiés de la cour.
Avec le pouvoir croissant des souverains territoriaux et l'amélioration progressive du processus de justice ordinaire, les fonctions des tribunaux de la Sainte-Vehme ont été supplantées. Par l'action de l'empereur Maximilien et d'autres princes allemands, ils ont été, au XVIe siècle, à nouveau limités à la Westphalie, et là aussi, ils ont été placés sous la juridiction des tribunaux ordinaires, et finalement confinés à de simples fonctions de police. Avec ces fonctions, cependant, mais avec les anciennes formes depuis longtemps dépouillées de leur caractère impressionnant, ils ont survécu jusqu'au XIXe siècle. Elles ont finalement été abolies par ordre de Jérôme Bonaparte, roi de Westphalie, en 1811. Le dernier Freigraf est mort en 1835.

## Dans la littérature
La vehme a fasciné de nombreux auteurs qui s'en sont inspirés pour donner des versions romancées assez éloignées de la réalité. Ainsi, la pratique de la vehme a été reliée à posteriori dans la littérature avec le topos des sociétés secrètes maçonniques. La vehme a été intégrée comme un motif central du genre du Geheimbundroman (de), avec un jeu permanent sur la tension entre vengeance et justice. Goethe et Kleist en ont écrit.

### Exemples
- La poésie de Felicia Hemans[14]
- Karine Martins, base de toute la trilogie: Ceux qui ne peuvent pas mourir, roman fantastique, 2019.
- Hector Berlioz, Les Francs-Juges, opéra, 1826.
- Pierre Benoit, La Sainte Vehme, roman, Éditions Albin Michel, 1958.
- Elle est évoquée par Léo Malet dans Nestor Burma revient au bercail, éditions Fleuve noir, 1967, p. 231 : « La flamme peureuse et dansante des bougies […] nous compose, à tous, des gueules de Saint-Vehmards [sic]. » (Le dérivé à suffixe dépréciatif Saint-Vehmard est un hapax.)
- Elle apparaît dans la série The Blacklist, saison 3 épisode 12.
- Elle est citée dans Nocturnes berlinois, par Juan Diaz Canales et Rubén Pellejero, seizième tome de la série de bande dessinées Corto Maltese, publié par Casterman en 2022.
- Elle apparaît dans la trilogie Wielstadt de Pierre Pevel.
- Jean Genet paraît y faire référence dans ces vers de «Marche funèbre»: «Vous pâlissez de honte à lire le poème / Qu’inscrit l’adolescent aux gestes criminels / Mais vous ne saurez rien des noeuds originels / De ma sombre véhème».
- « Au Moyen Âge, il y avait en Allemagne un tribunal secret, la “Sainte-Vehme”, qui vengeait tous les méfaits commis par des puissants. Quand on voyait une croix rouge sur une maison, on savait que son propriétaire aurait affaire à la Sainte-Vehme. Aujourd’hui, la croix rouge mystérieuse marque toutes les maisons d’Europe. L’histoire elle-même rend la justice, et le prolétariat exécutera la sentence. » (Marx, « Les révolutions de 1848 et le prolétariat »[15].)